# Julius Ritter (Theaterleiter)
Julius Ritter (* 1858 in Moskau; † 16. August 1901 in Hannover) war ein deutscher Theaterleiter.

## Leben
Ritter begann seine Theaterlaufbahn als Kassierer und Geschäftsführer in Moskau. Er arbeitete zunächst am Stadttheater Breslau unter dem Intendant Georg Brandes, anschließend war er als Oberinspektor am Neue Theater Berlin. 1897 kam er als Leiter eines Lustspiel-Ensembles, das im Tivolisaal gastierte, nach Hannover. 1898 wurde er Direktor des Residenztheaters in Hannover. Im Mai 1899 kaufte er das Stadttheater Hannover, das er umbauen ließ und ihm den Namen Deutsches Theater gab. Ritter führte die Direktion desselben bis zu seinem Tode.
Julius Ritter war mit der Schauspielerin Camilla Mondthal verheiratet. Er wurde auf dem Stadtfriedhof Stöcken begraben.